# 216 a.C.

## Eventos
- Lúcio Emílio Paulo, pela segunda vez, e Caio Terêncio Varrão, cônsules romanos.
- Marco Júnio Pera é nomeado ditador rei garendae causa, com poderes plenos, e escolhe Tibério Semprônio Graco como seu mestre da cavalaria. É a última vez que Roma escolhe um ditador com tamanhos poderes.
- Caio Terêncio Varrão nomeia Marco Fábio Buteão como ditador legendo senatui para preencher as numerosas vagas abertas no Senado depois do desastre em Canas.
- Terceiro ano da Segunda Guerra Púnica:
  - 2 de Agosto - Na Batalha de Canas, considerada uma obra-prima da tática militar, Aníbal destrói os exércitos romanos comandados por Lúcio Emílio Paulo, que perder a vida no combate, e Caio Terêncio Varrão.
  - Batalha de Nola - Aníbal é contido pelo exército de Marco Cláudio Marcelo perto da cidade de Nola.

## Mortes
- Lúcio Emílio Paulo, cônsul romano, morto na Batalha de Canas.